# Morton, West Yorkshire
Morton var en civil parish från 1866 till 1938 då den blev en del av Keighley, i grevskapet West Riding of Yorkshire (nu West Yorkshire), i England. Denna civil parish var belägen 13 km från Bradford och hade 3 871 invånare år 1931.